# Себі-Сурх
Се́бі-Сурх (тадж. Себи сурх) — село у складі Хатлонської області Таджикистану. Входить до складу Ватанського джамоату Фархорського району.
Назва означає червоне яблуко.
Населення — 1533 особи (2010; 1552 в 2009).